# 1932年の宝塚歌劇公演一覧
本項目では、1932年の宝塚歌劇公演一覧（1932ねんのたからづかかげきこうえんいちらん）について示す。

## 一覧
（）内は、作者または演出者名。

### 宝塚公演

#### 雪組
- 1月1日 - 1月31日　宝塚大劇場
  - 『第七天國』（堀正旗）　
  - 『縁切杉』（久松一聲）
  - 『雪月花』（水田茂）　　
  - 『サルタンバンク』（白井鐵造）

#### 月組
- 2月1日 - 2月28日　宝塚大劇場	
  - 『筑紫菅公』（小野晴通）　　
  - 『ロボットの戯れ』（竹原光三）　　
  - 『お弓始』（久松一聲）　
  - 『サルタンバンク』（白井鐵造）

#### 花組
- 3月1日 - 3月31日　宝塚大劇場	
  - 『航海御用心』（坪井正直）　　
  - 『地蔵山伏』（久松一聲）
  - 『ホテルマゼスチツク』（宇津秀男）　
  - 『忠臣蔵』（坪内士行、水田茂、竹原光三）

#### 雪組
- 4月1日 - 4月30日　宝塚大劇場	
  - 『木村重成の妻』（小野晴通）　　
  - 『春のをどり<七曜譜>』（白井鐵造、水田茂）
  - 『俄道心』（竹原光三）
  - 『フーピーガール』（宇津秀男）

#### 月組
- 5月1日 - 5月15日　宝塚大劇場
  - 『燈臺鬼』（小野晴通）
  - 『セ・ケルケシヨーズ』（岩村和雄）　　
  - 『棒しばり』（水田茂）
  - 『春のをどり<七曜譜>』（白井鐵造、水田茂）　　
  - 『フーピーガール』（宇津秀男）
- 5月16日 - 5月31日　宝塚大劇場
  - 『ラ・パンテルージユ』（岩村和雄）
  - 『セ・ケルケシヨーズ』（岩村和雄）
  - 『春のをどり<七曜譜>』（白井鐵造、水田茂）　　
  - 『フーピーガール』（宇津秀男）

#### 花組
- 6月1日  - 6月30日　宝塚大劇場
  - 『足柄山』（坪内正直、水田茂）　　
  - 『小間使』（岸田辰彌）
  - 『七夕船』（久松一聲）
  - 『パリゼット』（白井鐵造）

#### 雪組
- 7月1日 - 7月31日　宝塚大劇場	
  - 『牡丹畫譜』（小野晴通）　
  - 『オリンピック』（宇津秀男）
  - 『蚊供養』（坪井正直、水田茂）
  - 『パリゼット』（白井鐵造）

#### 月組
- 8月1日 - 8月31日　宝塚大劇場	
  - 『狂亂橋供養』（久松一聲）　
  - 『太刀盗人』（水田茂）
  - 『ブーケ・ダムール』（白井鐵造）

#### 花組
- 9月1日 - 9月30日　宝塚大劇場	
  - 『鬼子母神』（坪内士行）　
  - 『鑪秋廣』（久松一聲）
  - 『ブーケ・ダムール』（白井鐵造）

#### 雪組
- 10月1日 - 10月31日　宝塚大劇場	
  - 『渡海船』（久松一聲）　　
  - 『ホツトブレーク』（宇津秀男）
  - 『身替座禪』（竹原光三）
  - 『娘八景』（白井、久松、坪内、宇津、小野、岸田、水田、竹原）

#### 月組
- 11月1日 - 11月30日　宝塚大劇場	
  - 『十津川少女』（小野晴通）　　
  - 『女王萬歳』（宇津秀男）
  - 『ピストルを撃たが』（岸田辰彌）
  - 『娘八景』（白井、久松、坪内、宇津、小野、岸田、水田、竹原）

#### 雪組
- 12月1日 - 12月28日　宝塚中劇場
  - 『秋夕夢』（坪井正直）
  - 『大名は嫌ひだ』（久松一聲）
  - 『手土産』（岸田辰彌）
  - 『狐忠信』（坪内士行）
  - 『再生の感激』（竹原光三）

#### 花・月組合同
- 12月16日 - 12月28日　宝塚大劇場
  - 『サルタンバンク』（白井鐵造）

### 東京公演

#### 月組
- 3月24日 - 4月7日　新橋演舞場
  - 昼公演
    - 『夢殿』（小野晴通）
    - 『シャンソン・ダムール』（白井鐵造）
    - 『紅葉狩』（水田茂）
    - 『サルタン・バンク』（白井鐵造）

  - 夜公演
    - 『お弓始』（久松一聲）
    - 『セ・ケルケショーズ』（岩村和雄）
    - 『棒しばり』（水田茂）
    - 『サルタン・バンク』（白井鐵造）

#### 雪組
- 6月2日 - 6月13日　新橋演舞場
  - 『雪消の澤』（小野晴通）
  - 『コンテス・マリッツア』（岩村和雄）
  - 『縁切杉』（久松一聲）
  - 『寶塚春のをどり』（白井、水田、宇津合同）

- 6月14日 - 6月23日　新橋演舞場
  - 『寶塚春のをどり』（白井、水田、宇津合同）
  - 『木村重成の妻』（小野晴通）
  - 『蚊供養』（坪井正直、水田茂）
  - 『ジャニング』（白井鐵造）

- 6月2日 - 6月23日のうちのいずれか　新橋演舞場[1]
  - 『七曜譜』（白井鐡造）
  - 『トウレシック』（岩村和雄）
  - 『フーピーガール』（宇津秀男）

#### 花組
- 10月7日 - 10月18日　新橋演舞場
  - 『古波陀乙女』（首藤嘉子）
  - 『鑪秋廣』（久松一聲）
  - 『ブーケ・ダムール』（白井鐵造）

- 10月19日 - 10月30日　新橋演舞場
  - 『鬼子母解脱』（坪内逍遙）
  - 『七夕船』（久松一聲）
  - 『ブーケ・ダムール』（白井鐵造）

### 宝塚・東京以外の公演
- 月組　3月19日・20日　名古屋公会堂

- 花組　4月23日・24日　岡山公会堂

- 花組　4月26日・27日　広島・新天座

- 花組　4月29日　姫路市公会堂

- 雪組　5月21日　大阪・中央公会堂

- 雪組・舞専・声専　5月28日・29日　名古屋公会堂

- 月組　7月3日　大阪・中央公会堂

- 月組　12月3日・4日　名古屋公会堂

- 12月10日・11日　大阪・朝日会館